# Avastars
Avastars was een televisieprogramma van John de Mol dat door SBS6 werd uitgezonden. De presentatie van het programma was in handen van Kelvin Boerma (Youtuber Kalvijn).

## Format
In het programma nemen virtuele 'supertalenten' het tegen elkaar op.
Bekende artiesten als Ben Saunders en Klaasje Meijer sturen het gezicht en de stem van het digitale personage aan, terwijl dansers het lichaam en de bewegingen van de avatar aansturen. De zang- en danstalenten dragen een speciaal pak en een helm en worden gefilmd door meerdere camera's waardoor met behulp van Live Motion Capture de avatar zichtbaar kan worden gemaakt. Ze staan hiervoor in een aparte ruimte achter het podium. Om de avastars op het podium ergens op te kunnen laten zitten tijdens het zingen van een nummer, worden in deze ruimte speciale identieke meubels met sensoren geplaatst. Zodra de danser hierop gaat zitten, gaat dan op het podium de avastar op hetzelfde meubel zitten. Door de sensor gaat deze dan ook op de goede plek zitten. Ook kan de danser de avastar laten zweven door in deze ruimte ergens aan te hangen. Hierdoor gaat op het podium de avastar zweven.

## Kandidaten
| Plaats | Avastar    | Zang               | Dans              |
| ------ | ---------- | ------------------ | ----------------- |
| 1      | Jimmy Cool | Dennis van Aarssen | Floris Bosveld    |
| 2      | Juan       | Dwight Dissels     | Adil El-Hammouti  |
| 3      | Skye       | Jill Helena        | Nathalie Chaves   |
| 3      | Bengelo    | Ben Saunders       | Angelo Pardo      |
| 5      | Jayvee     | Lisa Lois          | Kelsey Ketting    |
| 5      | Fae        | Pearl Jozefzoon    | Kirsten de Vos    |
| 7      | Kioko      | Klaasje Meijer     | Valery Bouwknegt  |
| 8      | Chanora    | Sharon Doorson     | Charlice Johannes |

## Kijkcijfers
| Afl.       | Datum            | Kijkcijfers | Kijkcijfers incl. uitgesteld |
| ---------- | ---------------- | ----------- | ---------------------------- |
| 1          | 24 februari 2023 | 304.000     | 337.000                      |
| 2          | 3 maart 2023     | 214.000     | 259.000                      |
| 3          | 10 maart 2023    | 197.000     | 230.000                      |
| 4          | 17 maart 2023    | 117.000     | 136.000                      |
| 5          | 24 maart 2023    | 93.000      | 134.000                      |
| 6 (finale) | 31 maart 2023    | 134.000     | ?                            |